# Lars Isovaara
Lars Anders Isovaara, född 23 januari 1959 i Vittangi församling i Norrbottens län, är en svensk civilingenjör och politiker (sverigedemokrat). Han var ordinarie riksdagsledamot 2010–2012, invald för Uppsala läns valkrets.

## Biografi
Isovaara har varit distriktsordförande för Sverigedemokraternas partidistrikt Nord, som omfattade Norrbottens och Västerbottens län. År 2011 delades distriktet och Isovaara fortsatte som ordförande för Västerbottensdistriktet. Isovaara var även partistyrelseledamot och var innan riksdagsinträdet 2010 partiets kriminalpolitiske talesman.

### Riksdagsledamot
Isovaara var riksdagsledamot 2010–2012. I riksdagen var han ledamot i näringsutskottet 2010–2012 och suppleant i justitieutskottet.
Isovaara var den första rullstolsburna riksdagsledamoten i Sverige.Han lämnade riksdagen 29 november 2012 efter att han i berusat tillstånd först anklagat två personer med utländsk bakgrund för att ha stulit hans väska och sedan förolämpat en riksdagsvakt med utländsk bakgrund. Väskan hade emellertid glömts kvar på en restaurang och lämnats in till riksdagens säkerhetsenhet. Sedan Isovaara avsagt sig uppdraget som riksdagsledamot utsågs Markus Wiechel till ny ordinarie riksdagsledamot från och med 3 december 2012.